# Утолица
Утолица је насељено место у саставу града Костајнице, у Банији, Република Хрватска.

## Историја
Утолица се од распада Југославије до августа 1995. године налазила у Републици Српској Крајини.

## Становништво
На попису становништва 2011. године, Утолица је имала 68 становника.

## Попис 1991.
На попису становништва 1991. године, насељено место Утолица је имало 334 становника, следећег националног састава:
| Попис 1991.‍        | Попис 1991.‍        | Попис 1991.‍ | Попис 1991.‍ | Попис 1991.‍ |
| ------------------ | ------------------ | ----------- | ----------- | ----------- |
|                    |                    |             |             |             |
| Срби               | Срби               |             | 216         | 64,68%      |
| Хрвати             | Хрвати             |             | 97          | 29,04%      |
| Југословени        | Југословени        |             | 18          | 5,38%       |
| остали и непознато | остали и непознато |             | 3           | 0,88%       |
| укупно: 334        |                    |             |             |             |